# Illeville-sur-Montfort
Illeville-sur-Montfort és un municipi francès situat al departament de l'Eure i a la regió de Normandia. L'any 2007 tenia 795 habitants.

## Demografia

### Població
El 2007 la població de fet d'Illeville-sur-Montfort era de 795 persones. Hi havia 274 famílies, de les quals 46 eren unipersonals (29 homes vivint sols i 17 dones vivint soles), 87 parelles sense fills, 137 parelles amb fills i 4 famílies monoparentals amb fills.
La població ha evolucionat segons el següent gràfic:
Habitants censats

### Habitatges
El 2007 hi havia 307 habitatges, 275 eren l'habitatge principal de la família, 22 eren segones residències i 9 estaven desocupats. Tots els 306 habitatges eren cases. Dels 275 habitatges principals, 247 estaven ocupats pels seus propietaris, 24 estaven llogats i ocupats pels llogaters i 4 estaven cedits a títol gratuït; 1 tenia una cambra, 10 en tenien dues, 32 en tenien tres, 71 en tenien quatre i 161 en tenien cinc o més. 197 habitatges disposaven pel capbaix d'una plaça de pàrquing. A 99 habitatges hi havia un automòbil i a 162 n'hi havia dos o més.

### Piràmide de població
La piràmide de població per edats i sexe el 2009 era:
| Homes | Edats   | Dones |
| ----- | ------- | ----- |
| 0     | 95 o +  | 0     |
| 0     | 90 a 94 | 0     |
| 0     | 85 a 89 | 0     |
| 0     | 80 a 84 | 0     |
| 12    | 75 a 79 | 16    |
| 28    | 70 a 74 | 4     |
| 4     | 65 a 69 | 20    |
| 8     | 60 a 64 | 12    |
| 16    | 55 a 59 | 16    |
| 20    | 50 a 54 | 24    |
| 40    | 45 a 49 | 16    |
| 36    | 40 a 44 | 28    |
| 28    | 35 a 39 | 20    |
| 16    | 30 a 34 | 40    |
| 16    | 25 a 29 | 12    |
| 24    | 20 a 24 | 24    |
| 32    | 15 a 19 | 32    |
| 28    | 10 a 14 | 16    |
| 12    | 5 a 9   | 48    |
| 12    | 0 a 4   | 20    |

## Economia
El 2007 la població en edat de treballar era de 531 persones, 387 eren actives i 144 eren inactives. De les 387 persones actives 347 estaven ocupades (202 homes i 145 dones) i 41 estaven aturades (20 homes i 21 dones). De les 144 persones inactives 36 estaven jubilades, 51 estaven estudiant i 57 estaven classificades com a «altres inactius».

### Ingressos
El 2009 a Illeville-sur-Montfort hi havia 305 unitats fiscals que integraven 864,5 persones, la mediana anual d'ingressos fiscals per persona era de 19.321 €.

### Activitats econòmiques
Dels 19 establiments que hi havia el 2007, 8 eren d'empreses de construcció, 5 d'empreses de comerç i reparació d'automòbils, 1 d'una empresa financera, 1 d'una empresa immobiliària, 2 d'empreses de serveis i 2 d'empreses classificades com a «altres activitats de serveis».
Dels 9 establiments de servei als particulars que hi havia el 2009, 2 eren tallers de reparació d'automòbils i de material agrícola, 1 guixaire pintor, 1 fusteria, 2 lampisteries, 1 electricista, 1 empresa de construcció i 1 perruqueria.
L'únic establiment comercial que hi havia el 2009 era una botiga de roba.
L'any 2000 a Illeville-sur-Montfort hi havia 30 explotacions agrícoles que ocupaven un total de 480 hectàrees.

## Equipaments sanitaris i escolars
El 2009 hi havia una escola elemental.

## Poblacions més properes
El següent diagrama mostra les poblacions més properes.